# Патрувек
Патрувек (пол. Patrówek, нім. Kleinpittsdorf) — село в Польщі, у гміні Барухово Влоцлавського повіту Куявсько-Поморського воєводства.
Населення — 131 особа (2011).
У 1975-1998 роках село належало до Влоцлавського воєводства.

## Демографія
Демографічна структура станом на 31 березня 2011 року:
|          | Загалом | Допрацездатний вік | Працездатний вік | Постпрацездатний вік |
| -------- | ------- | ------------------ | ---------------- | -------------------- |
| Чоловіки | 62      | 15                 | 41               | 6                    |
| Жінки    | 69      | 14                 | 41               | 14                   |
| Разом    | 131     | 29                 | 82               | 20                   |